# Мала Чјерна
Мала Чјерна (слч. Malá Čierna) насељено је мјесто са административним статусом сеоске општине (слч. obec) у округу Жилина, у Жилинском крају, Словачка Република.

## Становништво
| Година:    | 1994. | 2004.   | 2014.   | 2024.   |
| ---------- | ----- | ------- | ------- | ------- |
| Број људи: | 307   | 333     | 366     | 335     |
| Разлика:   |       | +8,46 % | +9,90 % | -8,46 % |

| Година:    | 2023. | 2024.   |
| ---------- | ----- | ------- |
| Број људи: | 322   | 335     |
| Разлика:   |       | +4,03 % |

Према подацима о броју становника из 2024. године насеље је имало 335 становника.